# Zarmihr Hazarwuxt
Zarmihr Hazarwuxt (V secolo) è stato un militare persiano  sassanida della casa di Karen. Fu marzban dell'Armenia persiana per un breve periodo nel 483.

## Biografia
Nel 458, una principessa della stirpe dei Mamikonian, Shushanik, venne uccisa da suo marito della stirpe dei Mihranid, il principe Varsken, che si era convertito allo zoroastrianesimo. La ragione dell'uccisione fu la volontà della principessa di non voler abiurare al cristianesimo. Varsken venne poi ucciso da Vakhtang I, re di Iberia. Venuto a conoscenza dell'uccisione, Peroz I inviò un esercito, al comando di Shapur Mihran, per punire Vakhtang. Ma, Vakhtang venne raggiunto dagli armeni, e scoppiò una rivolta nell'Armenia Persiana, capeggiata da Vahan I Mamikonian..
Peroz I inviò allora un altro comandante di nome Zarmihr Hazarwuxt, che pose d'assedio Dvin. Zarmehr, però venne sconfitto e rimase nell'Armenia persiana soltanto per un breve periodo di tempo, fino a quando partì per sconfiggere le forze di Vakhtang I.
Dopo aver appreso della morte di Peroz I, nel corso della guerra contro gli Unni bianchi, Zarmihr lasciò l'Iberia e tornò da suo figlio Sukhra a Ctesifonte, per proteggere l'Impero sassanide dagli Unni bianchi ed eleggere un nuovo re. Balash, il fratello di Peroz I, venne incoronato nuovo re dell'Impero sassanide. Comunque, in realtà fu il figlio di Zarmihr, Sukhra, che esercitò il potere reale sull'Impero sassanide. Zarmihr da allora non viene più menzionato dalle fonti.